# تائیچی تاکدا
تائیچی تاکدا (ژاپنی: 武田 太一؛ زادهٔ ۲۲ آوریل ۱۹۹۷) یک بازیکن فوتبال اهل ژاپن است.
از باشگاه‌هایی که در آن بازی کرده‌است می‌توان به باشگاه فوتبال توکوشیما ورتیس اشاره کرد.